# Kryterium Asów Polskich Lig Żużlowych im. Mieczysława Połukarda 1986

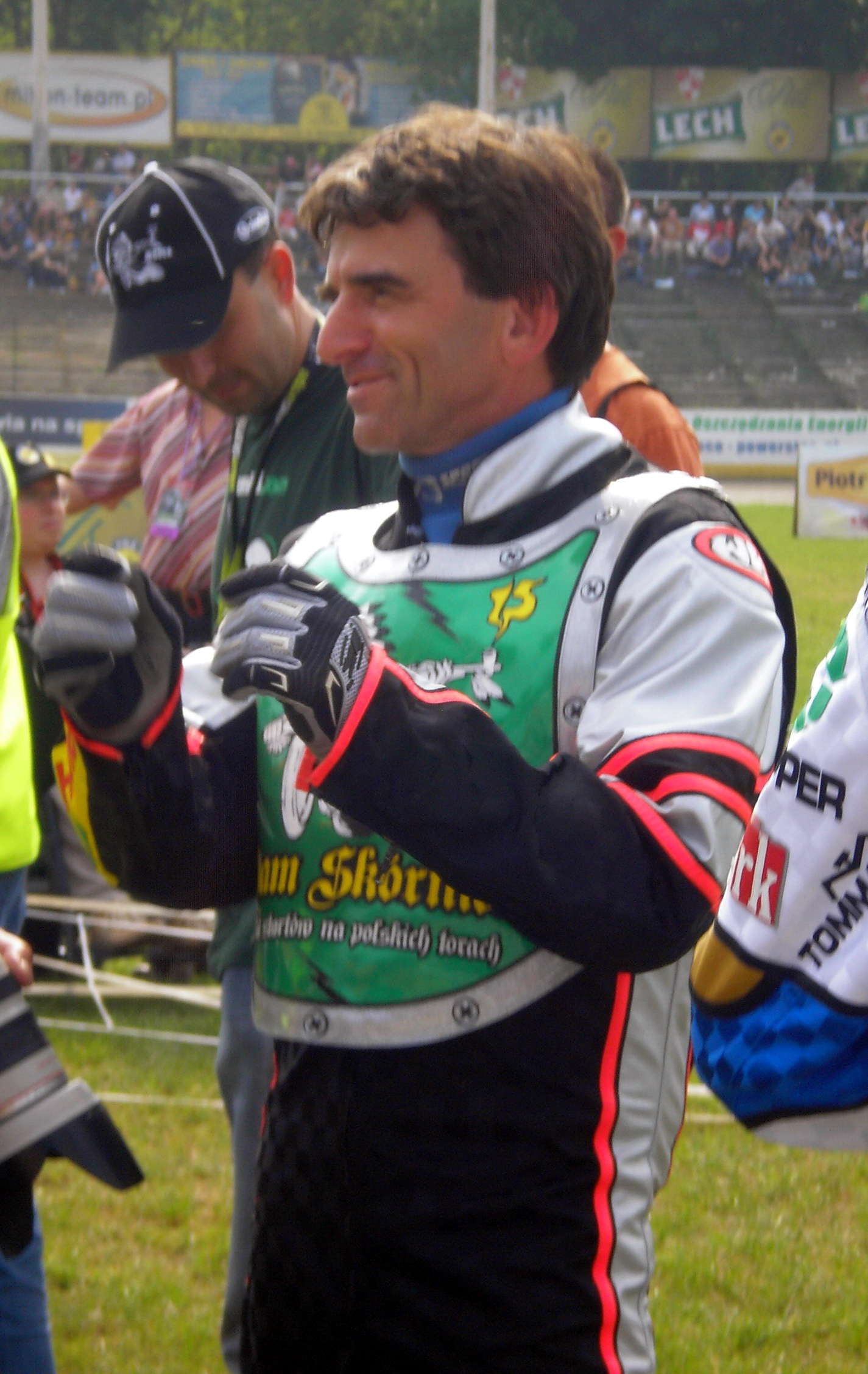
Roman Jankowski

V Kryterium Asów Polskich Lig Żużlowych im. Mieczysława Połukarda odbył się 23 marca 1986. Zwyciężył Roman Jankowski.

## Wyniki
- 23 marca 1986 (niedziela), Stadion Polonii Bydgoszcz

| Msc. | Zawodnik              | Klub/Kraj             | Pkt |          |  |
| ---- | --------------------- | --------------------- | --- | -------- |  |
| 1    | Roman Jankowski       | Unia Leszno           | 9   | (3,3,3)  |  |
| 2    | Grzegorz Dzikowski    | Wybrzeże Gdańsk       | 7   | (3,1,3)  |  |
| 3    | Wojciech Żabiałowicz  | Apator Toruń          | 7   | (1,3,3)  |  |
| 4    | Ryszard Franczyszyn   | Stal Gorzów Wlkp.     | 6   | (3,3,w)  |  |
| 5    | Mirosław Berliński    | Wybrzeże Gdańsk       | 6   | (1,2,3)  |  |
| 6    | Ryszard Dołomisiewicz | Polonia Bydgoszcz     | 5   | (2,3,0)  |  |
| 7    | Andrzej Huszcza       | Falubaz Zielona Góra  | 5   | (3,2,w)  |  |
| 8    | Marek Ziarnik         | Polonia Bydgoszcz     | 5   | (2,1,2)  |  |
| 9    | Jerzy Rembas          | Stal Gorzów Wlkp.     | 4   | (2,1,1)  |  |
| 10   | Jacek Brucheiser      | Ostrovia Ostrów Wlkp. | 3   | (1,2,w)  |  |
| 11   | Bogusław Nowak        | Unia Tarnów           | 3   | (1,0,2)  |  |
| 12   | Janusz Stachyra       | Stal Rzeszów          | 3   | (0,2,1)  |  |
| 13   | Piotr Podrzycki       | Start Gniezno         | 2   | (0,0,2)  |  |
| 14   | Jerzy Kochman         | Śląsk Świętochłowice  | 2   | (2,d,ns) |  |
| 15   | Ladislav Hrádecký     | Czechosłowacja        | 0   | (0,0,d)  |  |
| 16   | Ryszard Buśkiewicz    | Polonia Bydgoszcz     | 0   | (0,d,ns) |  |